# Anchon argutum
Anchon argutum är en insektsart som beskrevs av Capener 1972. Anchon argutum ingår i släktet Anchon och familjen hornstritar. Inga underarter finns listade i Catalogue of Life.